# Paskasaari (ö i Södra Karelen, Villmanstrand, lat 61,05, long 27,60)
Paskasaari är en ö i Finland. Den ligger i sjön Jäkälänjärvi och i kommunen Savitaipale i den ekonomiska regionen  Villmanstrands ekonomiska region  och landskapet Södra Karelen, i den södra delen av landet, 170 km nordost om huvudstaden Helsingfors. Öns area är 0,3 hektar och dess största längd är 80 meter i nord-sydlig riktning.